# Cecilia Fatou-Berre
Cecilia Fatou-Berre (5 tháng 7 năm 1901 – 2 tháng 11 năm 1989) là một nữ tu sĩ người Congo thuộc Pháp và sau này là Gabon. Cô có thể nói nhiều ngôn ngữ và đã dạy học cho các trẻ em và nữ tu mới trên khắp Gabon. Cô trở thành một bà xơ cao cấp và là người đứng đầu Tu hội của các nữ tu Thánh Marie xứ Gabon.

## Cuộc đời
Cecilia Fatou-Berre sinh ngày 5 tháng 7 năm 1901 tại Libreville, Congo thuộc Pháp trong một gia đình có 15 người con. Cha cô là một thương nhân và mẹ cô đến từ miền nam Cameroon. Fatou-Berre theo học tại một trường công giáo do các Nữ tu điều hành từ năm 1909 đến 1918. Cô bày tỏ nguyện vọng trở thành một nữ tu ngay từ năm 1910 và nhận được học bổng cho một trường nội trú. Tuy nhiên, trong khi mẹ cô chấp nhận nghề nghiệp mà cô chọn thì cha cô đã phản đối vì ông hy vọng cô sẽ kết hôn và giúp đỡ ông. Fatou-Berre rời khỏi gia đình, trốn thoát bằng thuyền với một linh mục người Pháp đến trạm truyền giáo ở Donguila vào ngày 4 tháng 2 năm 1918. Cô học nói tiếng Fang, ngôn ngữ duy nhất được nói ở giáo xứ Donguila. Fatou-Berre đã phát nguyện như một nữ tu vào ngày 28 tháng 1 năm 1923.
Fatou-Berre đã đến Franceville ở phía đông nam Gabon trong một hành trình mất hai tháng đường bộ. Fatou-Berre trở lại quê nhà lần đầu tiên vào năm 1941 trước khi cô trở thành người đứng đầu của dòng tu St Marie of Gabon tại trạm truyền giáo ở Sindara. Cô đã viết các bài giảng bằng ngôn ngữ địa phương trong cả nước, bao gồm cả Fernan Vaz Lagoon. Fatou-Berre ở lại Sindara cho đến năm 1950, khi cô đến Zanaga ở Cộng hòa Congo ngày nay và sau đó đến Minvoul, Gabon. Cùng lúc đó, cô là nữ tu Gabon đầu tiên làm việc tại Giáo xứ St Andrew ở Libreville..